# Szepesszombat
Szepesszombat (szlovákul Spišská Sobota, németül Georgenberg, latinul Forum Sabathi) egyike a történelmi 16 szepesi városnak, ma Poprád város északkeleti településrésze az Eperjesi kerület Poprádi járásában, Szlovákiában. Nevét szombati napokon tartott hetivásárairól kapta, előtagja pedig egykori vármegyei hovatartozására utal.

## Története

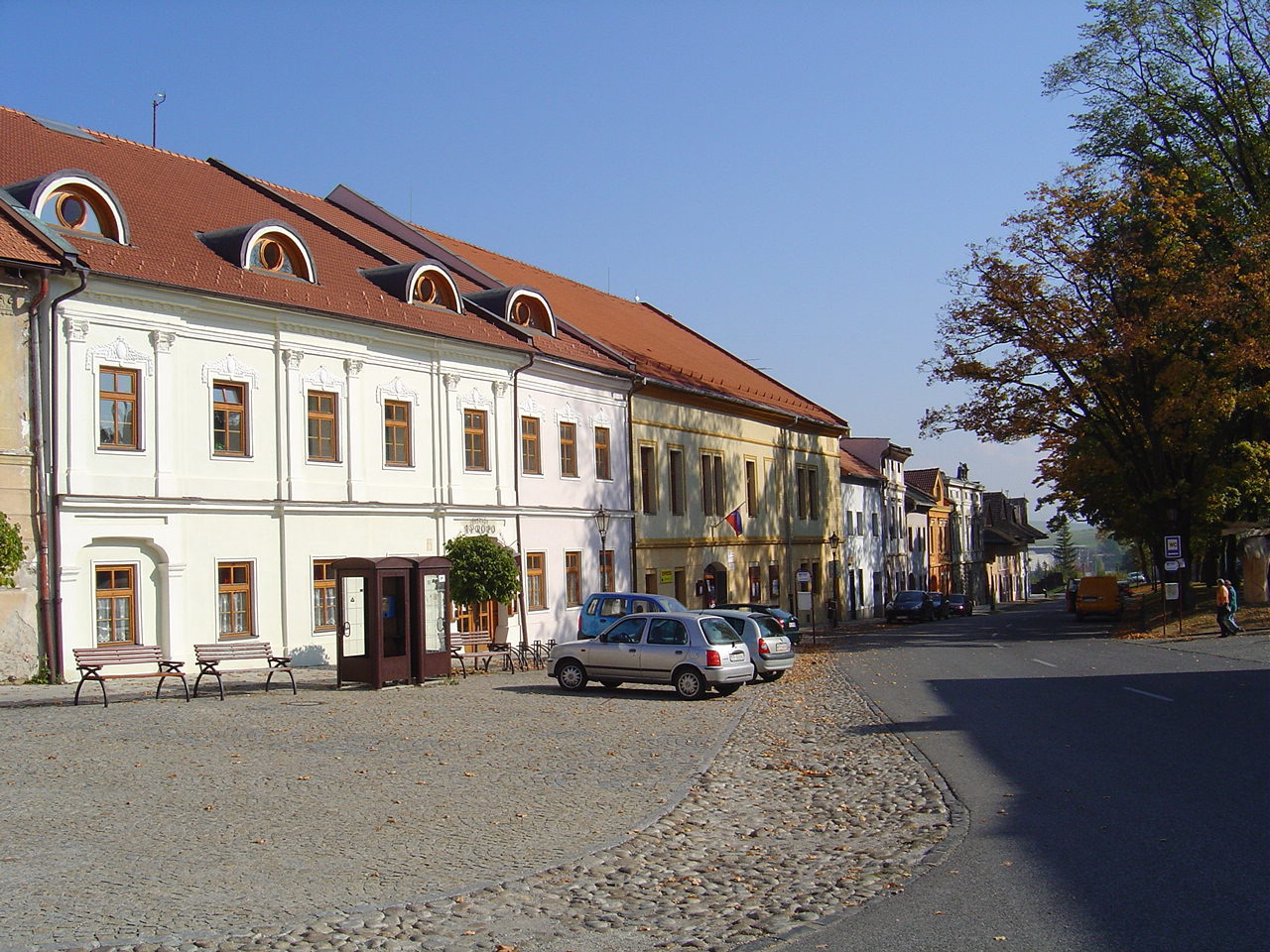
Szepesszombat főtere

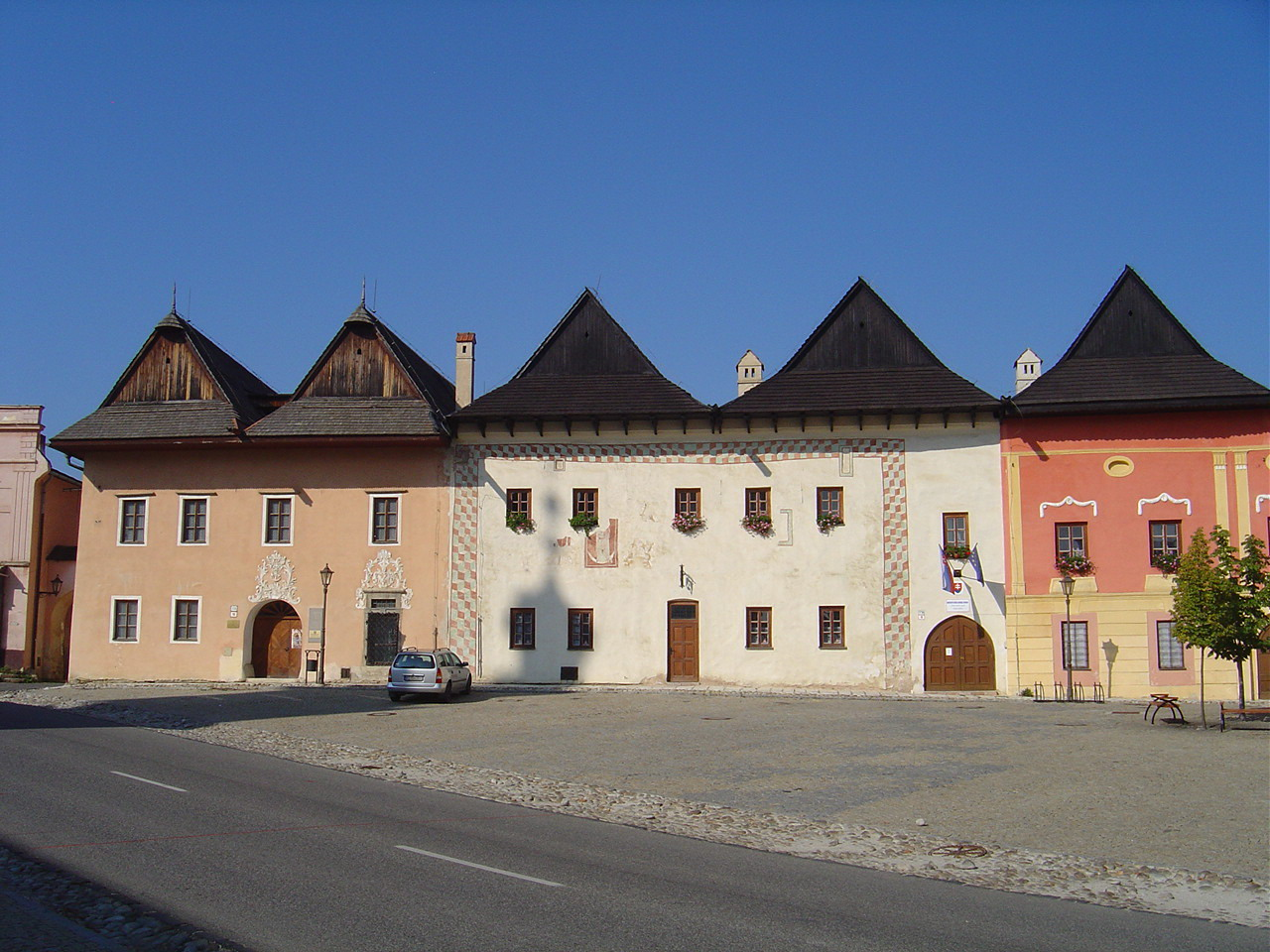
Szepesszombati polgárházak

1256-ban IV. Béla király adománylevelében említik először „Forum Sabbathe” néven, de minden bizonnyal már a tatárjárás előtt is létezett. A várost a tatárjárás után németekkel telepítették be, ettől kezdve a leggazdagabb szepesi város volt. 1271-ben V. István király kiváltságokkal ruházta fel, 1380-tól hetipiacokat tarthatott. 1412-ben Zsigmond király más szepesi városokkal együtt Szepesszombatot is zálogba adta Lengyelországnak, így 360 évig oda tartozott. A 16. században Luther tanai kedvező táptalajra leltek a német lakosságban, mely 1880-ig többségben volt a településen. 1545-ben a város fele és a templom tornya égett le. 1567-től országos vásárokat is tarthatott. A 17. században védelmi rendszerét négy városkapuval bővítették. A város a 17-18. században élte virágkorát, amikor jómódú kézművesei céhekbe tömörültek. Nagy küzdelem folyt Szepesszombat, Poprád, Felka, Mateóc és Strázsa között az elsőségért. 1682-ben tűzvészek pusztították, majd 1775-ben az egész város leégett. 14 lakos esett áldozatul a tűzvészben, melyek után mindig meg tudott újulni. Az 1775-ös újjáépítés során nyerte el lényegében mai formáját.
A 18. század végén Vályi András így ír róla: „SZOMBATHELY, vagy Szepes Szombat, Spitka Szobota. Szepes Várm. a’ 16. Szepességi Városok közzűl való, földes Ura a’ Királyi Kamara, lakosai katolikusok, és másfélék, Ispotállya is van, határja hegyes, és középszerű.”
Fényes Elek 1851-ben kiadott geográfiai szótárában így ír a városról: „Szombathely, (Mons S. Georgii, St. Georgenberg), a szepesi XVI városokhoz tartozó szép fekvésü város, egy hosszukás dombon, Sztrázsához közel, a Poprád bal partján, 295 kath., 627 evang. német lak. Szepes vmegyében. A házak kőből épültek s emeletesek. Van kath. és evang. anyaszentegyháza, polgári oskolája, jó földe, heti (Szombaton) és 4 országos vására, lazacz- és pisztrang-halászata a Poprádban. Lakosai földmivelésből, sör- és pálinkafőzésből, mesterségekből, gyolcs-szövésből élnek. Egy óranegyedre a várostól láthatni egy puszta templomot, ott, hol hajdan Steinsdorf falu álla, mellyet a tatárok pusztitának el. Ennek határát, melly 300 holdból áll, Zsigmond Szombathelynek ajándékozta; s ugyan ez a király egy erdőt is adott a Kárpát hegyek közt. A privilegium meg van, de a használás Csáky grófokra ment által.”
A 19-20. században a vezető gazdasági szerepet fokozatosan Poprád vette át. 1871-től a vasútvonal megépülését követően ez a harc már csak Popráddal folyt. 1910-ben 977-en lakták, ebből 422 szlovák, 319 német és 228 magyar. A trianoni diktátum előtt Szepes vármegye Szepesszombati járásának székhelye volt.
A háború után a település gyorsan fejlődött. 1921-ben 150 háza volt. A vezető gazdasági szerepért folytatott harc 1927-ben dőlt el végleg, amikor Poprád lett a járási székhely. 1945-ben már 220 háza volt, a lakosság száma pedig 1050-ről 2500-ra nőtt. Ekkor csatolták a várost Poprádhoz. A második világháború után újabb városrész épült fel.

## Nevezetességei
- A városnak hangulatos reneszánsz-barokk főtere van, melyet 15-17. századi polgárházak szegélyeznek.
- Szent György temploma a 13. század közepén épült kéthajós gótikus épület, 1503 és 1520 között készített gótikus szárnyas oltárokkal. Főoltára 1516-ban készült Lőcsei Pál mester műhelyében. Az északi oldalán álló Szent Anna kápolna 16. századi.
- A templom északi oldalán álló reneszánsz harangláb 1598-ban épült, majd barokkizálták.
- A Városháza eredetileg barokk palotának épült a 18. század utolsó harmadában.
- Evangélikus temploma 1777-ből való, oltárképe 1852-ben készült.
- A főtéren álló Mária-oszlop 1689-ben készült. 1846-ban és 1973-ban megújították.
- A város főterén található egy obeliszk, melynek felirata a következő: „1848 Magyar szabadságharcz emlékére emelte Szepes-szombat XVI Szep. város közadakozásból 1899-ben Édes magyar hazánk iránti szeretetből”.

## Híres emberek
- Itt született Andreas Thann (163? – 1684 után) katolikussá lett evangélikus lelkész, természettudományi író.
- Itt született 1652-ben Johann Brokoff neves barokk szobrász, aki a korabeli Prága szobordíszeit készítette (lásd. Szobrok a Károly hídon).
- Itt született 1755-ben Dercsényi János királyi tanácsos, megyei táblabíró, Zemplén vármegye főorvosa.
- Itt született 1818-ban Leviny Ernő ezüstműves, ékszerész.
- Itt született 1912-ben Székely Tibor felfedező, eszperantista, író és világutazó.
- Itt hunyt el 1933-ban Guhr Mihály orvos, sportember.

## Külső hivatkozások
- Hivatalos oldal
- Szepesszombat a Magas-Tátra honlapján
- Slovakia travel
- A szepesszombati plébánia honlapja
- A település Poprád város honlapján
- Szepesszombat (angolul)

## Lásd még
- Poprád
- Felka
- Mateóc
- Strázsa